# Iris II: New Generation
Iris II: New Generation (아이리스 II: 뉴제너레이션?, A-iriseu II: Nyu Jeneore-isyeonLR) è un drama sudcoreano trasmesso su KBS2 dal 13 febbraio al 18 aprile 2013 per venti episodi, sequel di Iris (2009).

## Trama
Sono passati tre anni, durante i quali la IRIS si è eclissata per riprendersi, mentre il NIS è diventato noto a livello mondiale. Tuttavia, il nuovo direttore, che non ha mai approvato l'esistenza del NIS a causa dell'abuso di potere di Baek San, ha ridotto l'organizzazione a combattere i crimini federali. Il detective Jung Yoo-gun, però, entra nel NIS per addestrare un nuovo gruppo di agenti, il Team A, per affrontare le future minacce nazionali: della squadra fa parte anche Ji Soo-yeon, che ha amato Yoo-gun sin da quando erano piccoli. Il Team A deve affrontare di nuovo la IRIS, il cui obiettivo è lanciare un attacco in Ungheria, dove sta per tenersi un incontro ad alto livello tra Corea del Nord e del Sud.

## Personaggi

### Personaggi principali
- Park Cheol-young, interpretato da Kim Seung-woo.
Sostenitore del Partito del Lavoro di Corea, è a capo della forze di sicurezza della Corea del Nord, responsabili di scortare e proteggere i capi di stato nelle missioni diplomatiche. Incontra per la prima volta Kim Hyun-jun in Ungheria.
- Kim Seon-hwa, interpretata da Kim So-yeon.
È una delle poche donne nelle forze di sicurezza della Corea del Nord e sottoposta di Park Cheol-young, ha una grande ammirazione per il suo superiore e nutre profondo risentimento per la Corea del Sud.
- Jung Yoo-gun, interpretato da Jang Hyuk e Park Gun-tae (da giovane).
È il leader del Team A del NIS. È il figlio di Baek San, ma crede che il padre sia morto; è cresciuto in una fattoria con la madre e ha una relazione con l'amica d'infanzia Ji Soo-yeon.
- Ji Soo-yeon, interpretata da Lee Da-hae e Kim So-hyun (da giovane).
Una medaglia d'oro olimpica nel tiro con la pistola, viene reclutata nel NIS. Lei e Yoo-gun sono cresciuti insieme e, da adulti, s'innamorano.
- Yoo Joong-won, interpretato da Lee Beom-soo.
Precedentemente una spia rinnegata per la Corea del Nord, la sua maschera di uomo maldestro nasconde l'istinto di un assassino addestrato. Anche se diffida del NIS, scopre che condividono un nemico comune, la IRIS.
- Choi Min, interpretata da Oh Yeon-soo.
Vicedirettrice del NIS, è un agente d'elite che ha già lavorato al Pentagono. Dura e fredda come il ghiaccio, cerca di usare la sua posizione per combattere la IRIS.
- Baek San, interpretato da Kim Yeong-cheol e Jung Suk-won (da giovane).
È il vice-direttore del NIS e colui che supervisiona le operazioni. In realtà lavora per la IRIS; quando il suo tradimento viene scoperto, viene arrestato e incarcerato. È il padre di Yoo-gun, ma crede che la moglie e il figlio mai nato siano morti.
- Seo Hyun-woo, interpretato da Yoon Doo-joon.
Un agente leale e brillante che è abile in tutto, compreso sparare, le arti marziali, il decrittare i codici e le lingue straniere. È innamorato di Soo-yeon.
- Kim Yeon-hwa, interpretata da Im Soo-hyang.
La sorella minore di Kim Seon-hwa, è diventata un'assassina.
- Yoon Shi-hyuk, interpretato da Lee Joon.
È il responsabile delle operazioni di copertura nel NIS, ma è una spia della IRIS.

### Personaggi secondari
- Oh Hyun-ku, interpretato da Yoon Joo-sang.
È il capo della scientifica e della sezione di medicina, ed è il più anziano del personale. Ha una relazione paterna con molti degli agenti, tra cui Mi-jung e Seung-hee.
- Cho Myung-ho, interpretato da Lee Jung-gil.
Il presidente della Corea del Sud, ha una forte ambizione e, pur essendo appena stato eletto, gestisce con pugno di ferro le relazioni con la Corea del Nord.
- Eriko Sato, interpretata da Yoo Min.
Fa parte del servizio di sicurezza nazionale del Giappone.
- Ray, interpretato da David Lee McInnis.
È il leader del team operativo della IRIS.
- Park Joon-han, interpretato da Sung Dong-il.
È a capo dell'unità anti-terrorismo del NIS.
- Kang Byung-jin, interpretato da Baek Sung-hyun.
È un hacker e mago del computer che lavora per il NIS.
- Park Tae-hee, interpretata da Yoon So-yi.
Laureatasi in una prestigiosa università di Seul, dopo aver incontrato Joong-won le viene fatto il lavaggio del cervello e viene portata illegalmente in Corea del Nord. Qui riceve un addestramento speciale e poi torna in Corea del Sud come spia.
- Kang Cheol-hwan, interpretato da Kim Il-woo.
È il nuovo direttore del NIS.
- Ha Seung-jin, interpretato da Jo Sung-ha.
Il nuovo presidente della Corea del Sud.
- Yoo Jung-hoon "Mr. Black", interpretato da Kim Kap-soo.
È il capo della IRIS.

## Produzione

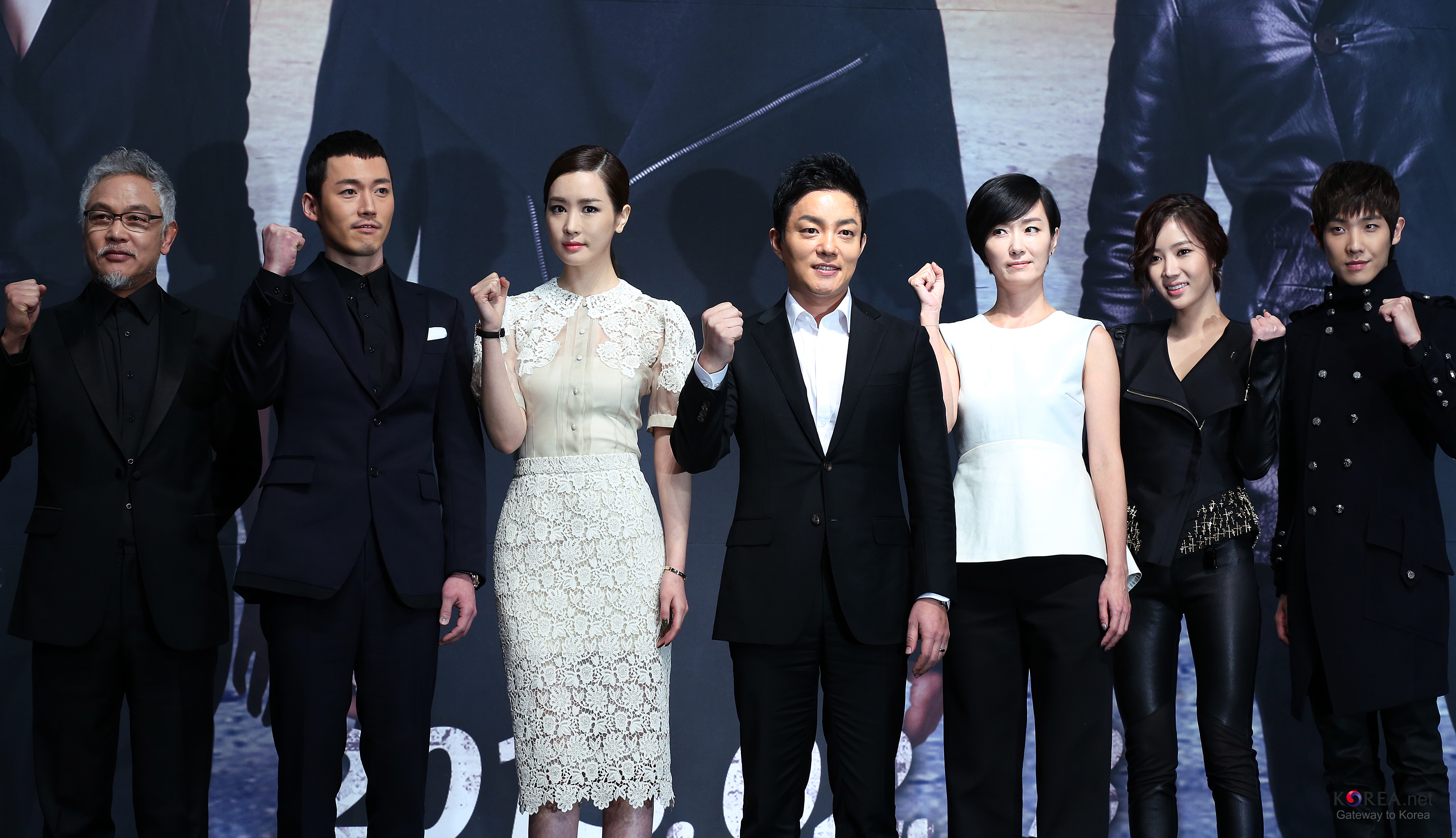
Il cast principale di Iris II alla conferenza stampa.

La pre-produzione cominciò ad aprile 2010: l'inizio delle riprese era previsto per marzo 2011 e la messa in onda per ottobre dello stesso anno. Nelle prime fasi della pre-produzione, la Taewon Productions espresse la convinzione che Lee Byung-hun, Kim Tae-hee e Kim So-yeon avrebbero preso parte al seguito. Successivamente, a febbraio 2011, fu confermato che avrebbe debuttato nell'autunno 2012 e che gli sceneggiatori ne stavano scrivendo due versioni: una con il cast originale al completo e una che avrebbe visto il ritorno solo di alcuni di loro. Gli attori principali della prima stagione, Lee Byung-hun e Kim Tae-hee, annunciarono ufficialmente che non avrebbero partecipato al sequel il 24 agosto 2012.
Il 13 settembre fu reso noto che era stato offerto il ruolo principale a Jang Hyuk. Sei giorni dopo furono confermati nel cast, oltre all'attrice Lee Da-hae come protagonista femminile, anche Kim Seung-woo, Kim Min-jong, Kim Yeong-cheol, Im Soo-hyang e Oh Yeon-soo. Diversi altri, inclusi Kang Ji-young delle Kara, Yoon Doo-joon dei B2ST, Lee Joon dei MBLAQ e l'attore americano Daniel Henney erano in trattativa per partecipare.
La stagione fu diretta da Pyo Min-soo e Kim Tae-hoon. Le riprese, iniziate a novembre 2012, si tennero a Seul, Budapest, Akita e Angkor Wat. Due scene dagli episodi tre e quattro furono parzialmente censurate per la messa in onda, ma pubblicate interamente sul sito ufficiale.

## Ascolti
| Episodio | Data di trasmissione | Dati TNMS           | Dati TNMS                  | Dati AGB            | Dati AGB                   |
| Episodio | Data di trasmissione | A livello nazionale | Area metropolitana di Seul | A livello nazionale | Area metropolitana di Seul |
| -------- | -------------------- | ------------------- | -------------------------- | ------------------- | -------------------------- |
| 1        | 13 febbraio 2013     | 17,0%               | 19,3%                      | 14,4%               | 15,3%                      |
| 2        | 14 febbraio 2013     | 15,0%               | 16,9%                      | 12,4%               | 12,0%                      |
| 3        | 20 febbraio 2013     | 12,2%               | 13,2%                      | 10,8%               | 10,7%                      |
| 4        | 21 febbraio 2013     | 11,7%               | 12,9%                      | 10,7%               | 10,5%                      |
| 5        | 27 febbraio 2013     | 11,6%               | 13,5%                      | 10,1%               | 10,0%                      |
| 6        | 28 febbraio 2013     | 10,8%               | 12,1%                      | 10,1%               | 10,1%                      |
| 7        | 6 marzo 2013         | 11,1%               | 12,0%                      | 9,4%                | 9,3%                       |
| 8        | 7 marzo 2013         | 11,2%               | 12,4%                      | 9,5%                | 9,8%                       |
| 9        | 13 marzo 2013        | 10,6%               | 11,6%                      | 10,0%               | 9,6%                       |
| 10       | 14 marzo 2013        | 9,7%                | 10,4%                      | 10,0%               | 9,5%                       |
| 11       | 20 marzo 2013        | 10,4%               | 12,0%                      | 9,5%                | 9,0%                       |
| 12       | 21 marzo 2013        | 10,6%               | 11,3%                      | 10,5%               | 10,2%                      |
| 13       | 27 marzo 2013        | 10,6%               | 11,8%                      | 9,6%                | 9,4%                       |
| 14       | 28 marzo 2013        | 10,4%               | 11,9%                      | 10,3%               | 10,2%                      |
| 15       | 3 aprile 2013        | 10,6%               | 11,3%                      | 10,2%               | 10,3%                      |
| 16       | 4 aprile 2013        | 11,3%               | 12,5%                      | 11,1%               | 10,9%                      |
| 17       | 10 aprile 2013       | 10,5%               | 11,3%                      | 9,7%                | 9,6%                       |
| 18       | 11 aprile 2013       | 9,8%                | 10,4%                      | 8,2%                | 8,7%                       |
| 19       | 17 aprile 2013       | 8,8%                | 9,2%                       | 9,7%                | 10,7%                      |
| 20       | 18 aprile 2013       | 10,5%               | 11,4%                      | 10,4%               | 10,7%                      |
| Media    | Media                | 11,2%               | 12,4%                      | 10,3%               | 10,3%                      |

## Colonna sonora
1. Davichi – Don't You Know? (모르시나요) – 5:09
2. Noel – How Are You? (어떤가요) – 4:21
3. Beast – Black Paradise – 4:32
4. Sohyang – Don't Forget (잊지말아요) – 4:49
5. Soul Cry – I Love You – 3:29
6. G.O e Mir dei MBLAQ – Foolish Me (바보같은 나) – 3:49
7. Ami – Everyday I Let You Go (매일하는 이별) – 3:27
8. Theme For Yoo Joong Won (유중원) – 1:27
9. The Final Barrier – 4:40
10. Discord – 2:14
11. State of Tension – 2:29
12. Secret Movement – 4:09
13. Suspicion 1 – 4:41
14. Suspicion 2 – 3:45
15. Suspicion 3 – 2:16
16. The Sentimental Mood – 3:40